# Josefine Gallmeyer
Josefine Gallmeyer (Lipsia, 27 febbraio 1838 – Vienna, 3 febbraio 1884) è stata un'attrice teatrale e cantante austriaca.

## Biografia
Josefine Gallmeyer fu la figlia illegittima dell'attrice Katharina Tomaselli, e del cantante d'opera Michael Greiner. Nel 1842, assunse il nome del padre adottivo Christian Gallmeyer.
Debuttò all'età di quindici anni, nel 1853 al teatro di Brno. Successivamente venne ingaggiata dal teatro tedesco di Budapest, ma la sua collaborazione si interruppe per incomprensioni con i suoi direttori.
Rientrata a Brno, lavorò come danzatrice ed attrice nelle parodie di Johann Nestroy, rimanendo per molto tempo, a partire dal 1856 nel cartellone del Theater in der Josefstadt.

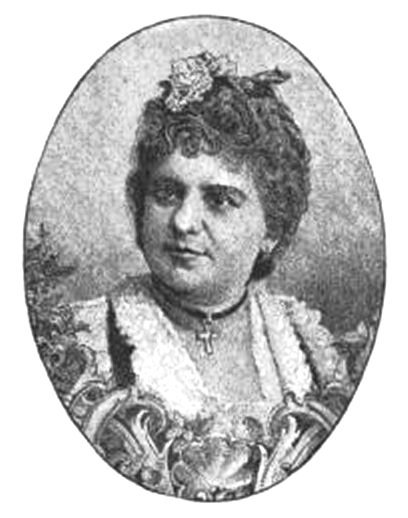
Josefine Gallmeyer

La sua impegnativa gavetta si concluse con una lunga tournée in Germania, a Berlino e a Dresda.
All'età di ventiquattro anni incominciò a riscuotere successi nei teatri viennesi, come il Theater an der Wien dal 1862 al 1865 e al Carltheater dal 1865 al 1872, esibendosi soprattutto in operette (principalmente di Offenbach), e in commedie leggere.
Tra le sue qualità peculiari, emersero la sua energica naturalezza, la prontezza, la brillantezza e la recitazione decisa.
Effettuò numerose tournée per l'Europa, che la fecero conoscere anche al grande pubblico fuori dalla sua patria.
Nell'ultimo suo periodo artistico si dedicò anche al teatro di prosa, iniziando dal Serge Panine di Georges Ohnet nel 1882.
Nel biennio 1882-1883 la sua compagnia teatrale la condusse nei teatri degli Stati Uniti d'America.
L'artista si fece ricordare grazie alle esibizioni combinate di canto, danza e recitazione.
Morì all'apice del successo ed è sepolta nel cimitero centrale, dove ora si trova accanto a Marie Geistinger, un'attrice e cantante lirica austriaca considerata "La regina dell'operetta", con la quale non ebbe un buon rapporto; questo è uno dei numerosi gossip riguardanti la sua vita privata.

## Ruoli principali
- Marion - Il prussiano Landwehrman e la contadina francese (Karl Haffner);
- Sternenjungfrau - La sirena luminosa (Karl Haffner);
- Therese - Therese Krones (Karl Haffner);
- Christina - Vita parigina (Jacques Offenbach);
- Lilly - La tua famiglia;
- Desvarennes - Sergius Panin (Georges Ohnet);
- Rosa - Lo spendaccione (Ferdinand Raimund);
- Tini - L'elegante Tini (Camillo Walzel);
- Agnes - Una persona leggera (August Conradi).